# Вси Светии (Пиперица)
„Вси Светии“ или „Всех Светих“ е възрожденска църква в светиврачкото село Пиперица, България, част от Неврокопската епархия на Българската православна църква. Обявена е за паметник на културата.

## Архитектура
Църквата е построена в средата на XIX век. В архитектурно отношение е типичната за епохата трикорабна базилика с една апсида на изток, открита галерия на запад и юг и закрита от изток, където е имало училище. В 1945 година е пристроена камбанария.
В интериора таваните на трите кораба са плоски и касетирани. На стените са изписани три сцени. Ценни са и парапетът на женската църква, владишкият трон и проскинитарият, които са изписани. Рисуваният иконостас е с частична резба. На цокълните табла има сцени от „Шестоднева“, а царските икони са дело на неизвестен добър зограф и датират от времето на изграждането на храма – средата на XIX век. В храма има и други ценни иконни от XIX век, както и 5 ковани свещника. В църквата работи мелнишкият зограф Яков Николай.
В средния кораб е изобразен Христос Вседържител. Монументалната живопис е частична. Осветлението в храма се осъществява от малки правоъгълни прозорци, разположени в горната част на надлъжните стени, както и от прозорец над апсидата.